# Michelangelo Valentini
Michelangelo Valentini (Napoli, 1720  circa – dopo il 1768) è stato un compositore italiano.

## Biografia e opere
Allievo di Leonardo Leo, come egli stesso dichiara in una lettera del 1744 (ma tale affermazione non è provata), ebbe una carriera brillante, forse aiutato dalla notorietà di sua sorella Regina, a quei tempi famosa cantante, sposata all'impresario Piero Mingotti. Nel febbraio del 1744 tentò senza fortuna di ottenere la carica di organista della Cappella Reale Napoletana.
Debuttò come operista nell'inverno del 1745 al Teatro Nuovo di Napoli con l'opera buffa Il Demetrio. Seguì nel 1748 la messa in scena de La villana nobile al Teatro dei Fiorentini. Compose poi per diversi teatri d'Italia, riscuotendo sempre notevoli successi, in particolare a Bologna nel 1753 con La Clemenza di Tito ed al Teatro regio di Torino nel 1756 con il Solimano diretto da Giovanni Battista Somis. Vista la positiva accoglienza, Valentini, nel medesimo anno, ripropose il Solimano al Teatro San Carlo di Napoli, ma l'opera fu un insuccesso ed egli non tornò più nella città partenopea. Tra il 1753 e il 1761 scrisse altre opere per alcune città dell'Italia settentrionale.
Nel 1768, dopo i lavori di restauro, fu riaperto il Teatro della corte di Modena, e per l'inaugurazione fu messa in scena La Clemenza di Tito (forse rinnovata rispetto alla rappresentazione bolognese del 1753).
Non si ha notizia di eventuali cariche da lui ricoperte, né di riconoscimenti ufficiali.
Michelangelo Valentini non fu un compositore particolarmente prolifico; oltre alle opere liriche citate, di lui ci sono giunte solo alcune composizioni, principalmente arie.
Nulla si sa degli ultimi anni della sua vita, né dell'anno e del luogo della sua morte.

## Opere liriche
- "Il Demetrio" (libretto di Antonio Palomba). Opera buffa. Prima rappresentazione a Napoli, 1745.
- "La Villana nobile" (Antonio Palomba). Opera buffa. Napoli, 1748.
- "La Clemenza di Tito" (Pietro Metastasio). Opera seria. Bologna, 1753.
- "Adriano in Siria" (Pietro Metastasio). Opera seria. Bologna, 1753.
- "Andromaca" (Apostolo Zeno[1]). Opera seria. Milano, 1754.
- "Solimano" (Giovanni Ambrogio Migliavacca). Opera seria. Torino, 1756.
- "La sconfitta di Dario" (Carlo Deodato Morbilli). Opera seria. Genova, 1757.
- "Viriate" (Pietro Metastasio). Opera seria. Pavia, 1761.